# Sassouma Bereté
Sassouma Bereté (hay Berete) là người vợ đầu tiên của Quốc vương Mali thế kỷ 13: Naré Maghann Konaté, cha của Sundiata Keita. Tất cả những gì được biết về Sassouma đều đến từ Sử thi Sundiata Keita (Hoàng đế đầu tiên của Đế chế Mali), được truyền lại bởi những người nghiền Mandinka từ thế kỷ 13.
Là đồng vợ của Sogolon Conde, bà được cho là đã rất phẫn nộ với Sogolon và thường làm bẽ mặt bà vì đã sinh ra một đứa con trai dị dạng (Sundiata Keita). Sau cái chết của Naré Maghann, bà sợ rằng Sogolon sẽ chiếm lấy ngai vàng của chính con trai mình, Dankaran Touman, và do đó âm mưu cùng con trai giết Sundiata Keita. Sogolon, vì lo lắng cho sự an toàn của các con, đã rời Niani và sống lưu vong cùng các con. Trong sử thi, Sassouma Bereté được coi là "tham vọng chính trị" và là "người vợ bị coi thường", trái với các quy tắc xã hội của xã hội Mande. Tuy nhiên, bà cũng được xem là một người phụ nữ khá mạnh mẽ, người đã đóng một vai trò quan trọng trong việc kế vị ngai vàng của con trai mình.